# Roodborstbladkrabber
De roodborstbladkrabber (Sclerurus scansor) is een zangvogel uit de familie Furnariidae (ovenvogels).

## Verspreiding en leefgebied
Deze soort komt voor in het oosten van Zuid-Amerika en telt twee ondersoorten:
- S. s. cearensis: noordoostelijk Brazilië.
- S. s. scansor: van oostelijk Brazilië tot oostelijk Paraguay en noordoostelijk Argentinië.

## Status
Op de lijst van het IUCN worden de twee ondersoorten elk als een aparte soort beschouwd. De grootte van beide populatie is niet gekwantificeerd en de soorten worden elk omschreven als schaars. Op de Rode lijst van de IUCN hebben beide soorten de status niet bedreigd.